# Hojas Libres
Hojas libres fue una revista de oposición a la dictadura de Primo de Rivera y la monarquía de Alfonso XIII que publicó Eduardo Ortega y Gasset en el exilio francés entre abril de 1927 y, al menos, diciembre de 1929. Contó con la activa colaboración de Miguel de Unamuno.
Tras la desaparición de España con honra, la publicación opositora publicada en París por Carlos Esplá, Eduardo Ortega y Gasset comenzó en 1927 la publicación de Hojas libres en Hendaya, donde desde 1925 residía Miguel de Unamuno. La revista, de pequeño tamaño, se introducía clandestinamente en España.